# Pinstriping

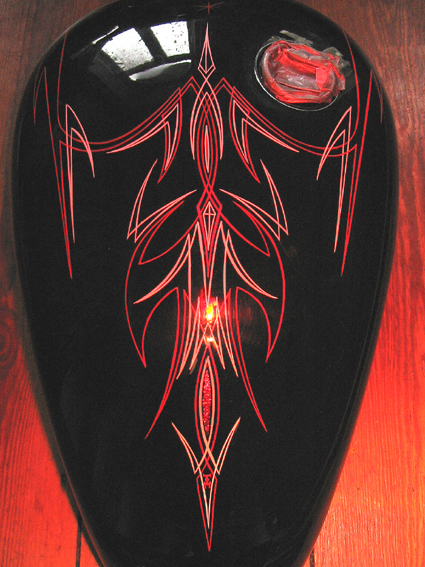
Pinstriping auf einem Motorradtank

Pinstriping (/pɪnstraɪpɪŋ/, von engl. pinstripe Nadelstreifen, im Deutschen auch Linierung) bezeichnet das dekorative Aufbringen von Zierlinien auf zumeist Fahrzeugen, um deren Konturen zu betonen. Im englischen Sprachraum werden auch schmale Streifen in Stoffen (Nadelstreifenanzug) als Pinstripes bezeichnet.

## Pinstriping als Handwerk
Das Handwerk wird vom Pinstriper (dt.: Linierer) ausgeübt, der die Pinstripes mittels eines speziellen Pinsels, des sogenannten Schwertschleppers, frei Hand aufbringt. Die verwendete Farbe ist zumeist Kunstharzlack der darauf spezialisierten Unternehmen 1shot oder HouseOfKolor. Der bekannteste Hersteller von Schwertschleppern ist das amerikanische Unternehmen Mack, das auch eine große Pinstriping-Galerie unterhält. Ein alternatives Werkzeug ist das Beuglerrad, mit dem die Farbe über ein kleines Rad aufgerollt wird.
Bis etwa Mitte der 1950er Jahre beschäftigten viele Fahrzeughersteller festangestellte Berufslinierer (oft Frauen); dann begann Linierung allgemein unpopulär zu werden – außer bei Fahrrädern, dort hielt sie sich teilweise bis in die frühen 1990er Jahre. Heutzutage werden Zierlinien ab Werk als Klebeband appliziert.

## Pinstriping als Kunstform
Pinstriping ist eine Sonderform des Custompainting und gehört zu der großen Familie der in USA als Lowbrow Art bezeichneten Kunstformen. Seinen Ursprung hat es vornehmlich in der um 1940 entstandenen Hot-Rod- und Custom-Car-Szene, die als die einzige proletarische Kunstform seit der Bauernmalerei gilt. Weitere Einflüsse der Lowbrow Art sind Folklore aus Mexiko – hier besonders der Tag der Toten, Lucha-Libre-Wrestling und christlich-religiöse Motive –, Ozeanien (Tikis), amerikanische Trivialmythen, traditionelle abendländische Tätowierungen und Comics. Da die Lowbrow Art bis auf wenige Ausnahmen (z. B. Rat Rods) stets handwerkliche Perfektion fordert, wird ein Pinstriper nicht nur nach Originalität seiner Motive, sondern auch und gerade nach Ausführung beurteilt.
Zurzeit gibt es in den USA etwa hundert Berufsstriper und eine Vielzahl von Amateuren. Die zweitgrößte Pinstriping-Nation ist Finnland mit etwa 200 Ausübenden. An dritter Stelle folgt Großbritannien.
In Deutschland gibt es nur wenige Pinstriper die dieser Kunst beruflich nachgehen. Die bekanntesten sind Chiko’s Pinstriping, Pinstriping Neil und Von Maze. Es gibt jedoch eine kleine Szene in der sich viele dem Pinstripen als Hobby widmen.
Pinstriper treffen sich gelegentlich zu – oft nichtöffentlichen – Panel Jams, wo man, im Gegensatz zu den Car Shows, Tafelbilder (Panel) und gestripte Objekte zeigt und anfertigt. Oftmals arbeiten dabei mehrere Striper zusammen an einem Panel in Jamsessions.

## Geschichte
Linierung ist eines der ältesten Kunsthandwerke. Schon die alten Römer dekorierten ihre Streitwagen mit Zierlinien. Bis zur Mitte des letzten Jahrhunderts jedoch entwickelte es sich praktisch überhaupt nicht weiter. Die Linien folgten wie schon seit Äonen immer brav den Konturen des Objekts, welches sie umgab, vom Buchdeckel bis zum Fahrradrahmen. Dann, etwa 1953, tauchten in Südkalifornien auf einmal seltsame, bizarre Liniengewirre auf den umgebauten Autos junger Männer auf. Zuerst nur auf den Handschuhfachdeckeln, wuchsen sie zwei Jahre später um die Kühlergrille, hinter die Radläufe, über Kofferdeckel, C-Säulen und Türfallen. Freestyle Pinstriping war geboren. Die Erfindung des Freistil-Linierens wird im Allgemeinen Von Dutch (Kenneth Howard, 1929–1992) zugeschrieben.
Tommy the Greek (Tommy Hrones, 1906–2002) war Von Dutchs Vorreiter, berühmt für seine Meisterschaft und seine Teardrops. Seine Stripings blieben jedoch bei aller Kompliziertheit klassisch und hatten nichts von der bizarren Hektik Von Dutchens.
Diese beiden und Ed Roth (1932–2001), der als Pinstriper anfing und es später mit seinen fahrenden Skulpturen zu unsterblichem Ruhm in der Custom-Autowelt brachte, waren die bekanntesten Pinstriper dieses ersten goldenen Zeitalters.
Von etwa 1965 bis 1985 war dann das Interesse an Pinstriping fast erloschen. Die Custom-Car-Welle wurde mit der Ankunft der Beatles durch die Popwelle abgelöst (Roth: Guys wuz buyin´ guitars instead of cars). Materieller Besitz wie ein kunstvoll gefertigtes Custom Car war unter den aufkommenden Idealen der Hippies abgesagt, galt als uncool.
In den 1970er Jahren entstanden verschiedene neue Customstile – Vans, Pro Street, Lowrider, Offroader, Billet – die entweder völlig schmucklos waren oder mit Airbrush, oftmals in Mural (Wandgemälde)-Form verziert.
Airbrush begann sich als beherrschende Dekorationsform auf Autoblechen durchzusetzen, und bis heute hat es diese Position inne.
Bei den rein abstrakten Motiven gesellte sich um 1990 eine dem Pinstriping ähnelnde Art hinzu: das Tribal. Es wird allerdings fast nie gemalt, sondern nur aufgeklebt, gedruckt oder tätowiert.
In der Formensprache an die Kunst verschiedener Naturvölker – hauptsächlich der Māori und der Kelten – angelehnt, findet es sich bis heute auf Autos, auf den Armen ihrer Fahrer und über dem Hinterteil (Arschgeweih).
In den frühen 1990er Jahren jedoch begann man, die frühen Customstile wiederzuentdecken. Diese Leute – oft sowieso Retro-begeisterte Rockabillys – spritzten ihre alten Autos nicht länger in glänzenden Pastell- oder Neontönen, sondern in matter Grundierung, und statt Hi-Tech-Billet-Anbauteilen wurde auf authentisches, altes Zubehör Wert gelegt: SV-Motoren, Stahlfelgen, Cheater Slicks.
So wurde auch das Pinstriping wieder populär.

## Stile

### Freestyle Pinstriping
Für gewöhnlich, aber keinesfalls zwingend, ist ein solches Pinstriping symmetrisch und besteht aus einer Vielzahl gleich dünner Linien einer oder mehrerer Farben, die ein meist abstraktes, ornamentartiges Motiv aus Parallelen, Spitzen, Winkeln und Bögen ergeben. Eine Unterart des Pinstriping ist das sogenannte Scrollwork, welches sich ausschließlich in kunstvollen Schnörkeln ergeht. Mischformen untereinander und auch mit Airbrush-Motiven sind ebenfalls bekannt.